# Рубинер, Людвиг
Людвиг Рубинер (нем. Ludwig Rubiner; 12 июля 1881, Берлин — 27 февраля 1920, там же) — немецкий поэт, литературный критик и эссеист; представитель экспрессионизма.
К его важнейшим произведениям относятся манифест «Поэт врывается в политику» (1912) и драма «Die Gewaltlosen» (1919). Его книга «Kriminal-Sonette» (1913) позволяет отнести Рубинера к предшественникам дадаизма.

## Биография
Родился в еврейской семье, переехавшей из Галиции в Берлин. В 1902 году Рубинер окончил протестантскую гимназию и поступил на медицинский факультет Берлинского университета. Вскоре он перевелся на философский факультет, где до 1906 года изучал музыку, историю искусств, философию и литературу. В университетские годы он был членом «Берлинского вольного студенчества», где делал доклады о Толстом, Стриндберге и Ведекинде, а также участвовал в театральных постановках. Благодаря университетским связям он стал вхож в среду берлинских авангардистов, где примкнул к радикалам. В то время, как большинство превозносило Ницше, Рубинер выступил против его «цветистой сентиментальности», объявив книгу Макса Штирнера «Единственный и его собственность» (1845) «важнейшим манифестом века».
Рубинер познакомился с многими писателями — среди которых были такие виднейшие представители экспрессионизма, как Эрих Мюзам, Пауль Шеербарт, Рене Шиккеле, Фердинанд Хардекопф, Вильгельм Херцог и Герварт Вальден. Дружба с Вальденом помогла ему начать свою журналистскую деятельность.
Первое стихотворение Рубинера Zu den Höhen вышло в 1904 году в анархистском журнале Der Kampf. В 1906 году он начал печататься как критик и до 1911 года публиковал в журналах Die Gegenwart, Morgen, Der Demokrat, Das Theater, Der Sturm и Pan краткие заметки на литературные темы, эссе о писателях, композиторах и художниках, рецензии на литературные и музыкальные произведения, а также обзоры художественных выставок.
Рубинер рецензировал сочинения таких немецких писателей, как Эльза Ласкер-Шюлер, Макс Брод, Эрнст Бласс, Артур Холичер, Петер Хилле и Генрих Манн. Также он интересовался иноязычной литературой, особенно французской и русской, поскольку владел обоими этими языками. В статьях, посвященных музыке, он писал о Дебюсси, Пфицнере, Шёнберге, Рихарде Штраусе, Ферруччо Бузони и Джакомо Пуччини. В области живописи внимание Рубинера привлекли берлинский «Новый сецессион», Матисс и Анри Руссо.
В 1906 году Рубинер написал либретто оперы Вальдена «Ночной сторож», к которой попытался привлечь внимание Малера.
В 1907 году вышло его эссе о Жорисе-Карле Гюисмансе.
В 1908—1909 годах Рубинер путешествовал по Европе: полгода прожил в Италии (во Флоренции и Пизе), оттуда отправился в Веймар, а затем посетил Россию, Австрию и Швейцарию.
В 1908 году Рубинер познакомился с 29-летней уроженкой Мариамполя Фридой Ицхоки, которая стала помогать ему в переводческой деятельности, а в 1911 году вышла за него замуж.
В 1909 году Рубинер написал эссе о Фёдоре Сологубе, у которого перевел несколько стихотворений. Кроме того, перевел один из рассказов Поля Верлена и написал эссе о бельгийском писателе Фернане Кроммелинке. С русского языка Рубинером были переведены роман Михаила Кузмина «Подвиги Великого Александра» и «Вечера на хуторе близ Диканьки» Николая Гоголя. Переводы Рубинера печатались в журналах Zwei Herrscher, Die Phantasie, Die Gegenwart, Die Schaubühne, Das Theater и Der Demokrat.
В 1910 году под псевдонимом «Эрнст Людвиг Громбек» Рубинер опубликовал детектив «Индийский опал» (Die indischen Opale). В конце того же года совместно с Вальденом написал для справочника Шлезингера по оперным произведениям статью о «Мадам Баттерфляй» Пуччини.
В 1911—1918 годах работал в журнале Франца Пфемферта Die Aktion.
В ноябре 1912 года переехал в Париж, где жил в маленькой гостинице вместе с писателем и критиком Карлом Эйнштейном, сотрудником журналов Der Demokrat и Die Aktion. Вскоре Рубинер написал политико-литературный манифест «Поэт врывается в политику» (Der Dichter greift in die Politik), в том же году появившийся в Aktion.
В Париже Рубинер выступил посредником между немецкой и французской литературами, регулярно публикуя в журналах Die Schaubühne, März и Die Aktion статьи об актуальных французских литературных событиях. В колонии художников Fleury, основанной голландским художником Кеесом ван Донгеном, Рубинер познакомился с Марком Шагалом. Шагал выставил свои картины на Первом немецком осеннем салоне (организованном Вальденом и проходившем с 20 сентября по 1 декабря 1913 года), и это стало поводом к установлению дружеских отношений между ним и Рубинером.
В 1913 году Рубинер опубликовал «Криминальные сонеты» (Kriminal-Sonette), написанные им совместно с состоятельным американским коммерсантом Ливингстоном Хэном и сотрудником журнала Die Aktion Фридрихом Айзенлором.
С 1914 года, ненадолго вернувшись в Берлин, Рубинер начал многолетнее сотрудничество с журналом Die Weißen Blätter. В том же году он написал сценарий для немого фильма Der Aufstand, который вошел в редактируемый Куртом Пинтусом сборник Das Kinobuch.
После начала Первой мировой войны Рубинер, будучи радикальным пацифистом, вместе с женой уехал в Цюрих. Здесь он писал для газеты Neue Zürcher Zeitung, а также стал душой сплоченной группы интеллектуалов. В 1916 году он опубликовал в журнале Die Weißen Blätter сборник стихов «Небесный свет» (Das himmlische Licht), который в том же году вышел отдельным изданием. Тогда же он опубликовал манифест «Преобразование мира» (Die Änderung der Welt) в журнале Das Ziel.
1917 год стал очень плодотворным для Рубинера. Он возглавил журнал Zeit-Echo (всего вышло четыре номера), где опубликовал переписку Толстого под названием Revolutionstage in Russland («Революционные дни в России»). Туда вошли письма, которые Толстой писал своим ближайшим друзьям в последний период его жизни на тему событий русской революции 1905—1907 годов.
В Aktion Рубинер опубликовал программное произведение «Борьба с ангелом» (Der Kampf mit dem Engel), в редактируемом Пфемфертом сборнике Das Aktionsbuch — пять стихотворений «Призывы к друзьям» (Zurufe an die Freunde), и, наконец, выпустил антологию ранее опубликованных эссе «Человек в центре» (Der Mensch in der Mitte).
В 1918 году перевел вместе с женой дневники Толстого и опубликовал в журнале Das Forum манифест «Обновление» (Die Erneuerung). 24 декабря того же года получил в Цюрихе австрийский паспорт и через несколько дней был выслан из Швейцарии за поддержку Октябрьской революции. Через Мюнхен Рубинер вернулся в Берлин, где поселился в бывшей квартире Бузони.
В 1919 году начал работать редактором в потсдамском издательстве Verlag Gustav Kiepenheuer. Он выпустил второе издание сборника «Человек в центре», затем две антологии «Товарищи человечества. Стихи к мировой революции» (Kameraden der Menschheit. Dichtungen zur Weltrevolution) и «Сообщество. Свидетельства духовного всемирного перелома» (Die Gemeinschaft. Dokumente der geistigen Weltwende), а также драму «Без насилия» (Die Gewaltlosen), написанную им в Швейцарии в 1917—1918 годах. В том же году Рубинер также опубликовал эссе «Место актёра в культуре» (Die kulturelle Stellung des Schauspielers) в журнале Freie Deutsche Bühne.
Весной Рубинером вместе с Артуром Холичером, Рудольфом Леонгардом, Францем Юнгом и Альфонсом Гольдшмидтом был основан в Берлине Союз пролетарской культуры. Он строился по советскому образцу, однако к Коммунистической партии не примкнул. Союз поддерживал борьбу революционных масс за освобождение от буржуазной экономической и образовательной монополии. В том же году Рубинер участвовал в создании берлинского «Пролетарского театра» — передвижного театра для рабочих, чьи выступления проходили, в частности, на фабриках. Его деятельность завершилась 14 декабря 1919 года премьерой драмы Герберта Кранца «Свобода» (Freiheit). В 1920 году из-за разногласий участников Союз пролетарской культуры распался, так и не осуществив задуманную постановку «Без насилия».
В последний период своей жизни Рубинер работал вместе с женой над переводами Вольтера. Годом ранее он опубликовал в Die Weißen Blätter эссе «Вольтер-поэт» (Der Dichter Voltaire), которое использовал как предисловие к сборнику.
В ночь с 27 на 28 февраля 1920 года Рубинер умер после шестинедельной болезни легких в берлинской частной клинике. Несколькими днями ранее общество «Молодая Германия» присудило ему почетное звание в знак признания его литературной деятельности. 3 марта он был похоронен в Вайсензе. С прощальными речами выступили Франц Пфемферт и Феликс Холлендер.
В том же году вышла переведенная Рубинером автобиография Эжена Франсуа Видока, к которой Рубинер также написал предисловие.

## Переводы на русский язык
На русском языке были опубликованы в переводе Марии Карп четыре стихотворения Рубинера: «Рождение», «Город», «Танцовщик Нижинский» и «Пришествие».